# Índex d'articles del món casteller
Índex d'articles del món casteller ordenats en diversos temes: parts del castell, castells, estructures, història, música, vestimenta, colles, places i diades, concursos, biografies, institucions, mitjans de comunicació, monuments i pel·lícules.

## Parts del castell
| - Pinya - Folre - Manilles - Puntals - Tronc | - Pom de dalt - Dosos - Aixecador - Enxaneta - Aleta |

## Castells
- Gamma extra

| - Pilar de 4 - Pilar de 5 - Vano de 5 - Pilar de 6 | - Vano de 6 - Pilar de 7 amb folre - Pilar de 8 amb folre i manilles - Pilar de 9 amb folre, manilles i puntals (només carregat) |

| - 2 de 6 - 2 de 7 - 2 de 8 amb folre | - 2 de 9 amb folre i manilles - 2 de 8 sense folre - 2 de 9 sense manilles (només carregat) |

| - 3 de 6 - 3 de 7 - 3 de 8 - 3 de 9 amb folre | - 3 de 10 amb folre i manilles - 3 de 9 sense folre (només carregat) - 3 de 10 sense manilles (no assolit) |

| - 4 de 6 - 4 de 7 - 4 de 8 - 4 de 9 amb folre | - 4 de 9 sense folre - 4 de 10 amb folre i manilles - 4 de 10 sense manilles (no assolit) |

## Estructures
| - Pilar - Pilar aixecat per sota - Pilar caminant - Dos (o torre) - Dos (o torre) aixecat per sota - Tres - Tres aixecat per sota - Tres amb l'agulla | - Quatre - Quatre aixecat per sota - Quatre amb l'agulla - Cinc - Cinc amb l'agulla - Sis - Sis amb l'agulla - Set | - Set amb l'agulla - Set amb dues agulles - Vuit - Nou - Deu - Dotze |

## Història
| - Orígens - Moixiganga - Ball dels Valencians - Inicis - Primera època d'or (1851 – 1889) | - Decadència (1889 – 1926) - Renaixença (1926 – 1981) - Segona època d'or (1981 – 1993) - Època de platí (1993 – actualitat) - Cronologia de la història dels castells |

## Música
- Gralla
- Timbal

## Vestimenta
- Camisa
- Pantalons blancs
- Faixa
- Calçat
- Mocador de color vermell amb punts blancs
- Casc (enxaneta, aixecador i dosos)

## Colles
- Aficionats castellers de Llorenç del Penedès
- Al·lots de Llevant
- Angelets del Vallespir
- Bordegassos de Vilanova
- Brivalls de Cornudella
- Carallots de Sant Vicenç dels Horts
- Castellers d'Altafulla
- Castellers d'Andorra
- Castellers de Badalona
- Castellers de Barcelona
- Castellers de Berga
- Castellers de Caldes de Montbui
- Castellers de Castellar del Vallès
- Castellers de Castelldefels
- Castellers de Cerdanyola
- Castellers de Cornellà
- Castellers de Gavà
- Castellers de l'Alt Maresme
- Castellers de la Sagrada Família
- Castellers de la Vila de Gràcia
- Castellers de les Roquetes
- Castellers de Lleida
- Castellers de Lo Prado
- Castellers del Poble Sec
- Castellers del Prat de Llobregat
- Castellers del Riberal
- Castellers de Mallorca
- Castellers de Mollet
- Castellers de Montcada i Reixac
- Castellers de Mont-real
- Castellers de Rubí
- Castellers de Sabadell
- Castellers de Santa Coloma
- Castellers de Sant Andreu de la Barca
- Castellers de Sant Cugat
- Castellers de Sant Feliu
- Castellers de Santpedor
- Castellers de Sants
- Castellers d'Esparreguera
- Castellers de Terrassa
- Castellers de Tortosa
- Castellers de Viladecans
- Castellers de Vilafranca
- Castellers of London
- Colla Castellera de Figueres
- Colla Castellera de Sant Pere i Sant Pau
- Colla Castellera Jove de Barcelona
- Colla Castellera La Bisbal del Penedès
- Colla Castellera Ses Talaies de Formentera
- Colla de Castellers d'Esplugues
- Colla Jove de Castellers de Sitges
- Colla Jove de l'Hospitalet
- Colla Jove Xiquets de Tarragona
- Colla Jove Xiquets de Vilafranca
- Colla Joves Xiquets de Valls
- Colla Vella dels Xiquets de Valls
- Els Encantats de Begues
- Esperxats de l'Estany
- Koales de Melbourne
- Laietans de Gramenet
- Los Xics Caleros
- Manyacs de Parets
- Margeners de Guissona
- Marrecs de Salt
- Matossers de Molins de Rei
- Minyons de l'Arboç
- Minyons de Santa Cristina
- Minyons de Terrassa
- Moixiganguers d'Igualada
- Nens del Vendrell
- Nois de la Torre
- Pallagos del Conflent
- Sagals d'Osona
- Salats de Súria
- Tirallongues de Manresa
- Torraires de Montblanc
- Vailets de Gelida
- Xerrics d'Olot
- Xicots de Vilafranca
- Xics de Granollers
- Xiqüelos i Xiqüeles del Delta
- Xiquets de Cambrils
- Xiquets de Copenhaguen
- Xiquets de Hangzhou
- Xiquets de l'Alster
- Xiquets del Serrallo
- Xiquets de Reus
- Xiquets de Tarragona
- Xiquets de Torredembarra
- Xiquets de Vila-seca

| Colles castelleres universitàries - Arreplegats de la Zona Universitària - Bergants del Campus de Terrassa - Emboirats de la UVIC - Engrescats de la URL - Gambirots de la UIB (colla desapareguda) - Ganàpies de la UAB - Llunàtics de la UPC - Marracos de la UdL - Mangoners de la UdP - Passerells del Tecnocampus - Pataquers de la URV - Penjats del Campus de Manresa - Trempats de la UPF - Xoriguers de la UdG | Colles castelleres desaparegudes - Califòrnia Kids - Castellers de l'Albera - Castellers de les Gavarres - Castellers de l'Hospitalet - Castellers de Ribes - Castellers de Sarrià - Castellers de Sitges - Castellers de Solsona - Castellers de Vilanova - Colla de Mar - Colla Castellera de Sant Boi - Colla Castellera La Global de Salou - Colla Castellera Nyerros de la Plana - Colla dels Xiquets de Valls | - Colla Jove dels Castellers de Vilafranca - Colla Jove de Vilanova - Colla Nova del Vendrell - Picapolls de la Gavarresa - Ganxets de Reus - Cos de Castellers de Ballets de Catalunya - Vailets de l'Empordà - Vailets de Ripollet - Xiquets d'Alcover - Xiquets de Gràcia - Xiquets de l'Eramprunyà |

## Places i diades
| - Llista de places de castells de 9 - Llista de places de deu - Diada de les Santes - Diada del primer diumenge de festes - Diada dels 4 fuets - Diada dels Minyons de Terrassa (1998) - Diada dels Saballuts | - Diada de Santa Tecla - Diada de Santa Úrsula - Diada de Sant Fèlix (2001, 2005, 2006, 2008, 2009, 2010, 2011, 2012, 2013, 2014, 2015) - Diada de Sant Jaume - Diada de Sant Narcís - Diada de Tots Sants (2010) - Trobada de colles castelleres del Baix Llobregat |

## Concursos
- Llista de taules de puntuacions de concursos de castells

Barcelona
| - Concurs Regional de Xiquets de Valls (1902) - Concurs de castells de Barcelona (1936) | - I Gran Trofeu Jorba-Preciados (1964) - II Gran Trofeu Jorba-Preciados (1965) - III Gran Trofeu Jorba-Preciados (1966) |

Tarragona
| - I Concurs de castells de Tarragona (1932) - II Concurs de castells de Tarragona (1933) - III Concurs de castells de Tarragona (1952) - IV Concurs de castells de Tarragona (1954) - V Concurs de castells de Tarragona (1956) - VI Concurs de castells de Tarragona (1970) - VII Concurs de castells de Tarragona (1972) - VIII Concurs de castells de Tarragona (1980) - IX Concurs de castells de Tarragona (1982) | - X Concurs de castells de Tarragona (1984) - XI Concurs de castells de Tarragona (1986) - XII Concurs de castells de Tarragona (1988) - XIII Concurs de castells de Tarragona (1990) - XIV Concurs de castells de Tarragona (1992) - XV Concurs de castells de Tarragona (1994) - XVI Concurs de castells de Tarragona (1996) - XVII Concurs de castells de Tarragona (1998) - XVIII Concurs de castells de Tarragona (2000) | - XIX Concurs de castells de Tarragona (2002) - XX Concurs de castells de Tarragona (2004) - XXI Concurs de castells de Tarragona (2006) - XXII Concurs de castells de Tarragona (2008) - XXIII Concurs de castells de Tarragona (2010) - XXIV Concurs de castells de Tarragona (2012) - XXV Concurs de castells de Tarragona (2014) - XXV Concurs de castells de Tarragona (2016) |

Torredembarra
| - I Concurs de castells Vila de Torredembarra (1997) - II Concurs de castells Vila de Torredembarra (1999) - III Concurs de castells Vila de Torredembarra (2001) - IV Concurs de castells Vila de Torredembarra (2003) - V Concurs de castells Vila de Torredembarra (2005) | - VI Concurs de castells Vila de Torredembarra (2007) - VII Concurs de castells Vila de Torredembarra (2009) - VIII Concurs de castells Vila de Torredembarra (2011) - IX Concurs de castells Vila de Torredembarra (2013) |

Vilafranca del Penedès
| - Concurs de castells de Vilafranca (1935) - Concurs de castells de Vilafranca (1962) - I Trofeu Anxaneta de Plata (1968) - II Trofeu Anxaneta de Plata (1969) | - III Trofeu Anxaneta de Plata (1970) - IV Trofeu Anxaneta de Plata (1971) - Concurs de castells de Mobles Quer (1973) |

Altres
- Concurs de castells de Valls (1941)
- Concurs de castells del Vendrell (1945)
- Concurs de castells de Reus (1948)

## Biografies
- Josep Batet i Llobera (1793 – 1871), casteller vallenc
- Isidre Tondo i Ballart (1842 – 1918), casteller vallenc
- Jaume Tarragó i Plana (1857 – 1908), casteller tarragoní
- Emili Miró i Fons (1900 – 1993), casteller vendrellenc
- Josep Cañas i Cañas (1905 – 2001), dibuixant i escultor banyerenc
- Pere Català i Roca (1923 – 2009), fotògraf i historiador vallenc
- Enric Olivé Martínez (1914 – 2004), polític tarragoní
- Francesc Anglès i Garcia (1938), metge i escultor terrassenc
- Josep Sala i Mañé (1938), casteller vilafranquí fundador dels Castellers de Barcelona
- Francesc Piñas i Brucart (1942), casteller de la Colla Vella dels Xiquets de Valls
- David Miret i Rovira (1970), ex-cap de colla dels Castellers de Vilafranca

## Institucions
- Coordinadora de Colles Castelleres de Catalunya
- Centre de Promoció de la Cultura Popular i Tradicional Catalana
- Museu Casteller de Catalunya

## Mitjans de comunicació
- Castells (revista)
  - Nit de Castells
- Quarts de nou
- Webcasteller
- 3 rondes
- Llista de llibres sobre el món casteller

## Monuments
- El casteller (1951)
- Als castellers (1963)
- Monument als Xiquets de Valls (1969)
- Monument als castellers (1999)
- Homenatge als castellers (2012)

## Pel·lícules
- La teta i la lluna (1994)
- Enxaneta (2011)
- El jardí de les flors del presseguer. Els Xiquets de Hangzhou (2016)